# Divine Esports
Divine Esports là đội tuyển thể thao điện tử bộ môn PlayerUnknown's Battlegrounds có trụ sở tại Hà Nội, Việt Nam, thành lập vào ngày 1 tháng 11 năm 2017. Bốn thành viên ban đầu của đội tuyển trẻ Divine Esports lúc bấy giờ là Ngô “Nickyyy” Thanh Hùng, Phạm “Jettt” Đăng Khoa, Nguyễn “Tuanz” Anh Tuấn, Nguyễn “NgDucTam” Đức Tâm tập hợp với nhau trong bối cảnh GAM quyết định tạm dừng và giải tán đội thể thao điện tử GAM Esports ở bộ môn PUBG.

## Lịch sử

### 2018
Ngày 1 tháng 1 năm 2018, Divine Esports xuất sắc giành chức vô địch giải đấu Pewpew Championship (Việt Nam) với 2050 điểm, cách biệt 5 điểm so với đội về vị trí thứ hai là The A Team (TAT), vị trí MVP của giải cũng thuộc về Nguyễn “NgDucTam” Đức Tâm - thành viên trong đội Divine. Thời điểm này bắt đầu mở ra cách cửa mới cho Divine khi họ dần khẳng định được chỗ đứng của mình trong cộng đồng PUBG tại Việt Nam.
Ngày 16 tháng 6 năm 2018, trong Vòng chung kết Việt Nam giải đấu PUBG Southeast Asia Championship, sau khi vượt qua Pochinki House, Divine Esports vươn lên về vị trí thứ nhất trên bảng xếp hạng chính thức cùng 3 team Việt Nam khác giành vé đại diện Việt Nam tham dự Vòng chung kết khu vực Đông Nam Á của giải đấu cùng tên.
Ngày 24 tháng 6 năm 2018, trong khuôn khổ giải đấu PUBG Southeast Asia Championship diễn ra tại Băng Cốc, Thái Lan, Divine Esports không giữ được phong độ ổn định, họ chịu thất bại trước bốn cái tên dẫn đầu bảng xếp hạng và về vị trí thứ 5 chung cuộc. Dù đạt được thứ hạng cao ở các vòng thi đấu trước đó tại Việt Nam cũng như trong quá trình thi đấu tại Thái Lan, Divine đạt được phong độ hủy diệt, đỉnh điểm là màn trình diễn vô cùng tuyệt vời với kỉ lục 27 điểm hạ gục và giành chiến thắng trận thi đấu thứ 7, thể thức TPP, tuy nhiên đây là mùa giải không thành công của Divine Esports khi để lỡ mất chức vô địch vào tay một đội tuyển Thái Lan và bị vượt qua bởi các đội tuyển Việt Nam khác.
Ngày 28 tháng 8 năm 2018, đội tuyển Divine Esports được mời tham dự giải đấu StarSeries & i-League PUBG mùa 2 được tổ chức tại Ukraine và về vị trí thứ 23 trên bảng xếp hạng, họ không để lại ấn tượng gì nhiều trong giải đấu này.

Các thành viên Divine cùng chung tay nâng cúp vô địch trong giải đấu JIB tháng 10 năm 2018.

Ngày 14 tháng 8 năm 2018, Divine được ban tổ chức đặc cách mời thẳng đến vòng chung kết giải đấu Vietnam Masters Championship mùa đầu tiên, giải đấu quy tụ các đội tuyển xuất sắc nhất Việt Nam. Ngày 9 tháng 9 năm 2018, kết thúc 14 vòng thi đấu Divine Esports về vị trí thứ hai, cách vị trí thứ nhất 140 điểm. Tuy bỏ lỡ chức vô địch nhưng thành tích thi đấu xuất sắc, Divine giành được tấm vé đặt chân đến đến Băng Cốc, Thái Lan, hướng đến chức vô địch PUBG khu vực Đông Nam Á một lần nữa.
Ngày 14 tháng 10 năm 2018, Divine cùng 15 đội tuyển đến từ các khu vực khác nhau trên thế giới được mời đến Romania tham dự giải đấu PUBG Fall Invitational 2018 (PGL). Giải đấu quy tụ rất nhiều đội tuyển mạnh, Divine Esports cũng có màn trình diễn thành công, giành được 4 chiến thắng ở vòng 2, 7, 13, 18. Sau 4 ngày và 24 vòng đấu, Divine xếp thứ 5 trên bảng xếp hạng tổng.
Khép lại giải đấu ở Romania, ngày 28 tháng 10 năm 2018, với đội hình thi đấu chính thức gồm Phạm “Jettt” Đăng Khoa, Ngô “Nickyyy” Thanh Hùng, Nguyễn “Leviz” Hữu Đoàn, Ngô “DoubleP” Tuấn Phi, Divine xưng ngôi vương khi trở thành quán quân giải đấu JIB PUBG Southeast Asia Championship, tuyển thủ Phạm “Jettt” Đăng Khoa cũng nhận được danh hiệu MVP của giải đấu này.
Tháng 12 năm 2018, với chức vô địch JIB PUBG Southeast Asia Championship 2018, Divine Esports cùng một đội tuyển Việt Nam khác có được tấm vé tham dự PUBG Asia Invitational (PAI) 2019 được PUBG Corp tổ chức tại Macau, Trung Quốc vào tháng 01/2019. Ngày 29/12/2018, dù được phía PUBG Corp hỗ trợ các giấy tờ cần thiết, tuy nhiên phía PUBG xác nhận các thành viên Divine Esports cùng Rate Me Five Stars (RM5S) không được cấp Visa đi Macau. Suất tham dự PAI 2019 của hai đại diện Việt Nam nhường lại cho một đội tuyển đến từ Thái Lan và một đội tuyển đến từ Indonesia (2 đội xếp hạng 5 và 6 trong giải đấu JIB tháng 10/2018). Divine Esports lỡ hẹn với một trong những giải đấu quốc tế lớn của PUBG.

### 2019
Tháng 1 năm 2019, Divine Esports bắt đầu một năm đầy biến động bằng việc bỏ lỡ giải đấu PAI 2019 tại Macao do vấn đề VISA.

Một số thành viên trong đội hình Divine Esports (cũ). Từ trái qua: Tuanz, Nickyyy, Leviz, Jettt.

Ngày 20 tháng 1 năm 2019, Divine về vị trí thứ 4 chung cuộc giải đấu Predator League 2019. Team chỉ dành được một TOP 1 duy nhất tại round đấu cuối cùng, qua đó lỡ hẹn với đất Thái trong khuôn khổ giải Predator 2019.
Ngày 24 tháng 3 năm 2019, trong khuôn khổ giải đấu PUBG Southeast Asia Championship (Chung kết PUBG Đông Nam Á), đội tuyển Divine Esports xếp vị trí thứ nhất với 124 điểm. Kết thúc giải đấu với ngôi đầu bảng, Divine Esports bảo vệ thành công chức vô địch Đông Nam Á, đồng thời nhận tấm vé tham dự giải PUBG FaceIT Global Summit được tổ chức tại London, Anh.
Tháng 4 năm 2019, Divine Esports không thể góp mặt trong giải đấu PUBG FaceIT Global Summit tại Anh vì vấn đề VISA, qua đó bỏ lỡ cơ hội được cọ xát cùng các đội tuyển lớn trên thế giới.
Ngày 2 tháng 6 năm 2019, với sự góp mặt của 13 đội tuyển chuyên nghiệp cùng 13 hot streamer tham dự Nonolive PUBG All-Star, Divine Esports đạt thành tích hạng nhì bảng xếp hạng.
Ngày 6 tháng 6 năm 2019, giải đấu PUBG Vietnam Series chính thức khởi tranh, Divine Esports cùng 7 đội tuyển khác đến từ Việt Nam được mời thẳng, so tài ở vòng chung kết. Ngày 24 tháng 6 năm 2019, giải đấu kết thúc, Divine Esports xếp hạng 3, tuy bỏ lỡ chức vô địch vào tay Refund Gaming, nhưng với thành tích tốt, Divine cùng 4 đội tuyển Việt Nam khác giành quyền tham dự PUBG SEA Championship mùa 2.
Ngày 30 tháng 6 năm 2019, Divine đã không bảo vệ thành công ngôi vô địch, để rơi vào tay đội tuyển đến từ Thái Lan và về vị trí thứ 5 bảng xếp hạng, đồng thời bỏ lỡ cơ hội nhận tấm vé tham dự MET Asia Series.
Ngày 23 tháng 8 năm 2019, Divine Esports trở thành đại diện của khu vực Đông Nam Á tham dự Chung kết thế giới PUBG (PUBG Global Championship) với thành tích Vô địch PUBG SEA Championship (Phase 1).
Ngày 28 tháng 9 năm 2019, trong giải đấu Predator PUBG Vietnam Series (PVS), Divine Esports xếp hạng 3 chung cuộc, giành quyền tham dự giải đấu PUBG SEA Championship (Phase 3) tổ chức tại Thái Lan. Divine Esports đã có khởi đầu không tốt tại PVS, tuy nhiên team đã thành công lội ngược dòng trên bảng xếp hạng, qua đó giành cho mình tấm vé tham sự PSC Phase 3 tại Thái Lan.
Ngày 29 tháng 9 năm 2019, với màn trình diễn thuyết phục, một lần nữa, đội tuyển Divine Esports trở thành quán quân của giải đấu PUBG SEA Championship (Phase 3), đồng thời là đội tuyển đầu tiên có 3 lần vô địch trong khuôn khổ giải PUBG khu vực Đông Nam Á. PSC Phase 3 được chia thành 2 vòng, bao gồm 1 vòng thi đấu online và 1 vòng thi đấu onlan tại Thái Lan. Tại xứ sở triệu voi, Divine Esports đã cho thấy được bản lĩnh của những nhà vô địch Đông Nam Á khi có cho mình những thành tích tuyệt vời, qua đó một lần nữa bước lên đỉnh vinh quang của khu vực Đông Nam Á.
Ngày 6 tháng 10 năm 2019, Divine Esports tham dự Đấu trường máy tính (đội tham gia bộ môn PUBG) - Lan Party mùa thứ 6 được tổ chức ở nhà thi đấu Cầu Giấy, Hà Nội. Sau 4 vòng thi đấu, Divine giành chức vô địch với 49 điểm, chỉ hơn đội về thứ hai 1 điểm. Đây là một chiến thắng bất ngờ khi ở trận đấu cuối cùng (trận thứ 4), Divine dừng lại ở vị trí thứ 8 trong trận.
Ngày 26 tháng 10 năm 2019, theo chia sẻ trong buổi phỏng vấn với Huấn luyện viên trưởng của đội, thành viên Đoàn "Aleo" Minh Trí không nhận được Visa nhập cảnh (Hoa Kỳ) cho giải đấu PUBG Global Championship 2019. Trong lần du đấu này, Divine chốt đội hình tham dự gồm 4 thành viên: Ngô "Nickyyy" Thanh Hùng, Nguyễn "Leviz" Hữu Đoàn, Phùng "Turtle" Mạnh Hiếu, Phạm "Jettt" Đăng Khoa, cùng nhau hướng đến chức vô địch PGC 2019 sắp đến, đồng hành cùng đội tuyển trong chuyến đi là Quản lí của Divine Esports: Trần "Hyan" Thị Thu Đông.
Ngày 27 tháng 10 năm 2019, Divine Corp - đơn vị chủ quản của Divine Esports tổ chức họp báo, công bố nhà tài trợ mới, Divine Esports thay đổi tên đội tuyển thi đấu thành Sting Divine Esports trước thềm giải đấu Chung kết thế giới PUBG (PGC 2019).
Ngày 10 tháng 11 năm 2019, Sting Divine Esports bước vào vòng bảng trong khuôn khổ giải đấu PGC 2019 với sự góp mặt của 15 đội tuyển khác, sau 6 trận đấu, với 2 Chicken Dinner, Divine đứng thứ 6 có được 43 điểm trên bảng xếp hạng Bảng 2 vòng bảng, bước chân vào bán kết. Vòng bán kết giải đấu PGC 2019 diễn ra từ ngày 16 đến ngày 18 tháng 11, đội tuyển Sting Divine Esports tham dự 12 trận đấu tranh suất bước vào vòng chung kết trong khuôn khổ giải, sau hai ngày thi đấu 16 và 18 tháng 11, Divine dừng chân lại ở vị trí 21, nói lời tạm biệt với Chung kết PUBG thế giới 2019. Các thành viên Divine Esports chia sẻ, thất bại lần này của họ bao gồm nhiều nguyên nhân, tuy nhiên nguyên nhân chủ yếu có lẽ do tâm lí của các thành viên không thực sự vững, và do trước đó họ bỏ lỡ nhiều cơ hội cọ xát cùng các team lớn trên thế giới vì vấn đề VISA nên cả team không có được sự tự tin cần thiết khi thi đấu.
Ngày 24 tháng 12 năm 2019, trên trang Facebook chính thức của Divine Esports thông báo chia tay thành viên Phạm "Jettt" Đăng Khoa, một trong những thành viên đời đầu của đội tuyển.

### 2020
Ngày 10 tháng 1 năm 2020, Sting Divine Esports bổ sung vào đội hình thành viên mới, player mang nickname "NamC".
Ngày 22 tháng 1 năm 2020, đội tuyển Divine được mời thẳng vào vòng chung kết giải đấu PUBG Vietnam Series Spring 2020 với đội hình gồm 5 thành viên với nickname: Nickyyy, Leviz, Aleo, Turtle, NamC. Giải đấu diễn ra từ ngày 7 tháng 2 đến ngày 16 tháng 2 năm 2020 chia thành hai vòng: vòng Bảng và vòng Chung kết.
Ngày 1 tháng 3 năm 2020, sau chuỗi thất bại liên tiếp ở cả giải quốc nội và quốc tế (SEA) khi không thể giành được cho mình vị trí đầu bảng, Divine Esports phải nói lời chia tay với giải đấu PUBG Global Series Phase 1 năm 2020, việc vắng mặt đội tuyển được đánh giá rất mạnh ở Việt Nam và cả đấu trường quốc tế khiến không ít khán giả, người hâm mộ tiếc nuối.
Ngày 30/04/2020, Divine Esports vô địch giải đấu GamelinG Spring Summit 2020 với 102 điểm chung cuộc. Đồng thời, NamC cũng trở thành MVP của giải đấu với 24 kills giành được.
Tháng 05/2020, Divine Esports cùng 4 cái tên khác tới từ Việt Nam được mời tham dự PCS Charity Showdown 2020: APAC với mục đích từ thiện, ủng hộ công tác phòng chống và khắc phục hậu quả của dịch Covid-19 tại Việt Nam. Tại giải đấu này, Divine Esports đã thi đấu với phong độ không thực sự cao khi chỉ có thể giành được vị trí thứ 8 chung cuộc.
Tháng 06/2020, Divine Esports bước vào đấu trường PVS Summer 2020. Tại đây, Divine lần đầu cho thấy sự ổn định khi liên tục đứng cao trên BXH tổng. Divine Esports đã khắc phục được nhược điểm “khởi đầu chậm” ở các giải đấu trước, liên tục cạnh tranh vị trí TOP 1 và không lần nào tụt khỏi TOP 2 Bảng xếp hạng. Cho dù đã thi đấu với tinh thần quyết tâm cao nhưng đáng tiếc Divine chỉ có thể về nhì tại PVS Summer 2020.
Ngày 25/06/2020, Dyann gia nhập Divine Esports.
Tháng 07/2020, Divine Esports tham dự PCS 1: APAC với tấm vé có được qua vị trí nhì bảng PVS Summer 2020. Tuy nhiên, do thời điểm giải đấu diễn ra Dyann chưa đủ 18 tuổi nên Divine Esports vẫn thi đấu với lineup cũ. Với việc các thành viên không có được phong độ tốt, Divine Esports chỉ giành được vị trí thứ 11 trên BXH Tổng. Đây là thành tích dưới mức mong đợi của team nói riêng và những người ủng hộ, theo dõi team nói chung.
Sau một mùa giải không mấy thành công, Divine Esports quyết tâm cải thiện và đổi mới việc luyện tập của team.
Ngày 09/07/2020, hai thành viên từ Junnn và JEnd từ GearBox - team Thực tập sinh trực thuộc Divine - gia nhập Divine Esports sau khi GearBox disband trước đó không lâu.
Với việc bổ sung nhân sự mới, tổng cộng Divine Esports có tới 7 thành viên, đông nhất kể từ khi thành lập vào năm 2017. Cùng với đó là sự cải tổ mạnh mẽ về hoạt động luyện tập và đánh giá kết quả, Divine đã cho thấy những luồng gió mới trong phong cách thi đấu.
Cuối tháng 07/2020, Divine Esports tham dự PVS Fall 2020 với lineup Leviz - Nickyyy - Turtle - JEnd - Dyann. Đây là một lineup hoàn toàn mới, với những nhân tố trẻ lần đầu xuất hiện như JEnd và Dyann. Kết thúc giải đấu, Divine Esports giành được TOP 3 chung cuộc với 274 điểm. Đây là một kết quả khả quan khi Divine mang tới PVS Summer một đội hình hoàn toàn mới.
Tháng 08/2020, Divine Esports tham dự LG - Làm chủ cuộc chơi. Có thể coi đây là bước đệm cho Divine Esports trước thềm đấu trường khu vực PCS 2: APAC diễn ra sau đó không lâu. Tại LG - Làm chủ cuộc chơi, Divine Esports tiếp tục giữ đội hình từ PVS Fall 2020: Leviz - Nickyyy - Turtle - JEnd - Dyann. Chung cuộc, Divine Esports giành được vị trí thứ 5.
Ngay sau khi LG - Làm chủ cuộc chơi kết thúc, Divine bước vào đấu trường Châu Á - Thái Bình Dương PCS 2: APAC, vẫn sử dụng lineup từ PVS Fall 2020 và LG - Làm chủ cuộc chơi. Tại thời điểm đó, Divine cho thấy sự khát khao vô địch khi đã gần một năm nay họ chưa giành được thành tích nào đáng chú ý. Ngay từ khi giải đấu bắt đầu, các thành viên đã cho thấy phong độ cực kỳ ổn định khi liên tiếp đứng vị trí đầu BXH Tổng bắt đầu từ ngày thi đấu thứ 2. Họ giành được tới 5 Chicken Dinners trong 6 ngày thi đấu. Đỉnh điểm ngày thi đấu thứ 2 họ giành tới 2 Chicken Dinners và 63 điểm qua 4 rounds đấu.
Ngày 13/09/2020, Divine Esports lên ngôi vô địch PCS 2: APAC với 188 điểm, bằng điểm bằng kill với đội đứng thứ 2 là Fury, tuy nhiên hơn chỉ số phụ “số điểm nhiều nhất giành được trong một trận đấu” khi Divine từng giành tới 27 điểm trong 1 trận đấu. Chức vô địch này đã cho thấy sự hiệu quả trong công tác cải tổ và hệ thống luyện tập đánh giá của Divine, đồng thời mang lại niềm vui và sự tự hào cho những người yêu quý Divine Esports.
Ngày 03/10/2020, Dyann rời Divine Esports do “không phù hợp về định hướng và kỷ luật ở môi trường Divine Esports”. Ngay sau đó, họ tiếp tục tìm kiếm mảnh ghép mới cùng theo đuổi mục tiêu lớn dưới cái tên Divine Esports.

## Danh sách tuyển thủ
| Quốc tịch | ID       | Tên              | Vai trò        | Gia nhập   | Rời khỏi   | Team chuyển đến |
| --------- | -------- | ---------------- | -------------- | ---------- | ---------- | --------------- |
| Việt Nam  | NgDucTam | Nguyễn Đức Tâm   | Starter        | 1/11/2017  | 1/5/2018   | N/A             |
| Việt Nam  | JJLeo    | Lê Bảo Anh       | Scouter        | 1/5/2018   | 1/9/2018   | DIC Gaming      |
| Việt Nam  | DoubleP  | Ngô Tuấn Phi     | Scouter        | 4/10/2018  | 3/3/2019   | N/A             |
| Việt Nam  | Tuanz    | Nguyễn Anh Tuấn  | Sub            | 1/11/2017  | 7/8/2019   | Unicorn Cyber   |
| Việt Nam  | Jettt    | Phạm Đăng Khoa   | Fragger/Suport | 1/1/2017   | 24/12/2019 | Maoggy Esport   |
| Việt Nam  | Aleo     | Đoàn Minh Trí    | Fragger        | 2/1/2019   | 1/4/2020   | Ikarus Cyber    |
| Việt Nam  | Dyann    | Nguyễn Tuấn Kiệt | Fragger        | 25/06/2020 | 03/10/2020 | Team No1        |
| Việt Nam  | Junnn    | Đinh Trọng Thuần | Fragger        | 09/07/2020 | N/A        | N/A             |
| Việt Nam  | NamC     | Ngô Như Hoài Nam | Fragger        | 10/1/2020  | N/A        | N/A             |
| Việt Nam  | Leviz    | Nguyễn Hữu Đoàn  | IGL            | 1/5/2018   | N/A        | N/A             |
| Việt Nam  | Nickyyy  | Ngô Thanh Hùng   | Captain        | 1/11/2017  | 07/10/2021 | N/A             |
| Việt Nam  | JEnd     | Đinh Viết Lâm    | Fragger        | 09/07/2020 | N/A        | N/A             |
| Việt Nam  | Turtle   | Phùng Mạnh Hiếu  | Sniper         | 16/4/2019  | N/A        | N/A             |

## Danh sách ban huấn luyện
| Quốc tịch | ID      | Tên               | Vai trò                |
| --------- | ------- | ----------------- | ---------------------- |
| Việt Nam  | Hactory | Vũ Đăng Công      | Chủ sở hữu             |
| Việt Nam  | Hyan    | Trần Thị Thu Đông | Chủ sở hữu             |
| Việt Nam  | Nhatho  | Đỗ Hoàng Đăng     | Huấn luyện viên trưởng |